# Двозубка
Двозубка (Cleistogenes) — рід однодольних квіткових рослин із родини злакових. Рід містить 17 видів які ростуть у помірних регіонах Євразії.
В Україні ростуть: двозубка пізня (Cleistogenes serotina, у т. ч. Cleistogenes bulgarica) та двозубка розчепірена (Cleistogenes squarrosa)

## Морфологічна характеристика
Багаторічники. Кореневища відсутні чи короткі. Стеблини прямовисні чи колінчасто висхідні, 10–100 см завдовжки; бічні гілки відсутні чи розріджені. Листові пластинки лінійні або лінійно-ланцетні. Суцвіття — волоть чи складається з китиць, містять від кількох до багато нещільно розташованих колосочків. Колосочки стиснуті збоку, квіточок від 1 до кількох, нещільно розташовані. Колоскові луски нерівні з нижніми, коротшими, 1–5(–7)-жилкові. Леми вузько ланцетні чи яйцюваті, 3–5(–7)-жилкові, кілясті, зазвичай запушені біля країв, верхівка вузька, двозубчаста чи рідко ціла. Палея має кілі голі чи війчасті, верхівка зубчаста чи рідко ціла. Пиляків 3, лінійні. Колоскові луски дуже мінливі навіть у кінцевих суцвіттях.
Рід вирізняється регулярним утворенням клейстогамних колосків у пазухах верхніх піхв листків, які забезпечують утворення насіння навіть за несприятливих кліматичних умов. Ці клейстогамні колосочки, як правило, мають менше квіточок, менші півпрозорі колоскові луски та вужчі леми з довшими остюками, ніж хазмогамні колосочки.

## Використання
Значну частину видів становлять рослини напівпосушливих регіонів, де вони дають корисний корм.

## Види
1. Cleistogenes caespitosa(інші мови) Keng
2. Cleistogenes calcarea(інші мови) Tzvelev & Prob.
3. Cleistogenes festucacea(інші мови) Honda
4. Cleistogenes gatacrei(інші мови) (Stapf) Bor
5. Cleistogenes hackelii(інші мови) (Honda) Honda
6. Cleistogenes hancei(інші мови) Keng
7. Cleistogenes kazanovskyi(інші мови) Tzvelev & Prob.
8. Cleistogenes kitagawae(інші мови) Honda
9. Cleistogenes krjukovae(інші мови) Tzvelev & Prob.
10. Cleistogenes mucronata(інші мови) Keng ex Keng f. & L.Liou
11. Cleistogenes nedoluzhkoi(інші мови) Tzvelev
12. Cleistogenes polyphylla(інші мови) Keng ex Keng f. & L.Liou
13. Cleistogenes probatovae(інші мови) Tzvelev
14. Cleistogenes ramiflora(інші мови) Keng f. & C.P.Wang
15. Cleistogenes serotina (L.) Keng
16. Cleistogenes songorica(інші мови) (Roshev.) Ohwi
17. Cleistogenes squarrosa (Trin.) Keng